# Gypona gara
Gypona gara är en insektsart som beskrevs av Delong 1980. Gypona gara ingår i släktet Gypona och familjen dvärgstritar. Inga underarter finns listade i Catalogue of Life.